# 塔拉西夫卡 (馬林區)
50°44′5″N 28°57′39″E / 50.73472°N 28.96083°E
塔拉西夫卡（烏克蘭語：Тарасівка），是烏克蘭北部的村莊，隸屬日托米爾州的科羅斯滕區。該村始建於1802年，面積0.61平方公里，海拔高度175米，2001年該村落人口76。